# Пишина Роди (Латина)
Пишина Роди је насеље у Италији у округу Латина, региону Лацио.
Према процени из 2011. у насељу је живело 112 становника. Насеље се налази на надморској висини од 21 м.